# كأس التتويج لكرة القدم (1953)
كأس التتويج Coronation Cup هي بطولة كرة قدم لمرة واحدة للاحتفال بتتويج الملكة إليزابيث الثانية، بين أربعة أندية إنجليزية وأربعة أندية اسكتلندية، أقيمت في غلاسكو في مايو 1953. حظيت هذه البطولة، مثل كأس الإمبراطورية للمعارض، باحترام كبير جدًا من قبل أندية كرة القدم، حيث كانت تسمح للفرق في ذلك الوقت باختبار أنفسهم ضد فرق من بلد آخر في الأيام التي سبقت كرة القدم الأوروبية.
التقى ناديي سلتيك وهيبرنيان في النهائي في هامبدن بارك، وخرج سلتيك الفائزين 2-0 أمام 117 ألف متفرج.   كان الانتصار يعني أنهم أصبحوا الأبطال غير الرسميين لبريطانيا. 

## الأندية المشاركة
| البلد    | الفريق          | الإنجاز                                                                       |
| -------- | --------------- | ----------------------------------------------------------------------------- |
| اسكتلندا | نادي أبردين     | وصيف كأس إسكتلندا 1952–53                                                     |
| اسكتلندا | نادي سلتيك      | الفائز بكأس معرض الإمبراطورية لعام 1938 (بطل بريطاني غير رسمي)                |
| اسكتلندا | نادي هيبرنيان   | وصيف دوري كرة القدم الإسكتلندي الدرجة الأولى 1952–53                          |
| اسكتلندا | نادي رينجرز     | بطل دوري كرة القدم الإسكتلندي الدرجة الأولى 1952–53 وبطل كأس إسكتلندا 1952–53 |
| انجلترا  | نادي أرسنال     | بطل الدوري الإنجليزي لكرة القدم 1952–53                                       |
| انجلترا  | مانشستر يونايتد | بطل الدوري الإنجليزي لكرة القدم 1951–52                                       |
| انجلترا  | نيوكاسل يونايتد | بطل كأس الاتحاد الإنجليزي 1951–52 و1950–51 و1951–52                           |
| انجلترا  | توتنهام هوتسبير | وصيف الدوري الإنجليزي لكرة القدم 1951–52                                      |

## مباريات البطولة

### الدور ربع النهائي
- نادي سلتيك 1 – 0[6]  نادي أرسنال
- مانشستر يونايتد 2 – 1  نادي رينجرز
- نيوكاسل يونايتد 4 – 0  نادي أبردين
- نادي هيبرنيان 1 – 1 (a.e.t.)  توتنهام هوتسبير

الاعادة
 نادي هيبرنيان 2 – 1 (و.أ)  توتنهام هوتسبير

### نصف النهائي
- نادي سلتيك 2 – 1[8]  مانشستر يونايتد
- نادي هيبرنيان 4 – 0  نيوكاسل يونايتد

### النهائي
| نادي سلتيك                | 2–0 | نادي هيبرنيان |
| ------------------------- | --- | ------------- |
| نيل موتشان 28' · والش 87' |     |               |

| سيلتيك | نادي هيبرنيان |

#### تشكيلة الفريقين
| GK |  | جون بونار    |
| RB |  | مايك هاوغني  |
| LB |  | أليكس رولو   |
| RH |  | بوبي إيفانز  |
| CH |  | جوك ستين (c) |
| LH |  | جون ماكفيل   |
| OR |  | بوبي كولنز   |
| IR |  | جيمي والش    |
| CF |  | نيل موتشان   |
| IL |  | بيرت بيكوك   |
| OL |  | ويلي فيرني   |

| GK |  | تومي يونجر     |
| RB |  | جوك غوفان      |
| LB |  | جوك باترسون    |
| RH |  | آرشي بوكانان   |
| CH |  | هيو هوي        |
| LH |  | بوبي كومب      |
| OR |  | Gordon Smith   |
| IR |  | بوبي جونستون   |
| CF |  | لوري رايلي (c) |
| IL |  | إدي تيرنبول    |
| OL |  | ويلي أورموند   |